# Dobřichov
Dobřichov (německy Dobschichow) je obec ležící v okrese Kolín asi 13 km severozápadně od Kolína. Žije zde 780 obyvatel. V roce 2011 zde bylo evidováno 286 adres. Dobřichovem protéká řeka Výrovka, která je levostranným přítokem Labe.
Dobřichov je také název katastrálního území o rozloze 6,2 km².

## Historie
Na místním kopci zvaném Pičhora bádal na přelomu 19. a 20. století proslulý český archeolog prof. J. L. Píč. V době římské (1.–4. století našeho letopočtu) se na území obce nalézalo významné sídliště doložené 160 archeologicky prozkoumanými hroby. Stojí zde i ojedinělý pomník archeologického výzkumu.
První písemná zmínka o obci pochází z roku 1345.

### Územněsprávní začlenění
Dějiny územněsprávního začleňování zahrnují období od roku 1850 do současnosti. V chronologickém přehledu je uvedena územně administrativní příslušnost obce v roce, kdy ke změně došlo:
- 1850 země česká, kraj Pardubice, politický okres Kolín, soudní okres Kouřim[7]
- 1855 země česká, kraj Čáslav, soudní okres Kouřim
- 1868 země česká, politický okres Kolín, soudní okres Kouřim
- 1939 země česká, Oberlandrat Kolín, politický okres Kolín, soudní okres Kouřim[8]
- 1942 země česká, Oberlandrat Praha, politický i soudní okres Kolín[9]
- 1945 země česká, správní i soudní okres Kolín[10]
- 1949 Pražský kraj, okres Kolín[11]
- 1960 Středočeský kraj, okres Kolín
- 2003 Středočeský kraj, obec s rozšířenou působností Kolín

### Rok 1932
V obci Dobřichov (1000 obyvatel, katol. kostel) byly v roce 1932 evidovány tyto živnosti a obchody: cihelna, obchod s dobytkem, 3 hostince, kolář, košíkář, kovář, 2 krejčí, 3 obuvníci, pekař, obchod s lahvovým pivem, rolník, 2 řezníci, sadař, 7 obchodů se smíšeným zbožím, 2 trafiky, truhlář, velkostatek, zahradnictví.

## Památky v obci
- Barokní kostel Nejsvětější Trojice – dnešní barokní kostel z 18. století se nalézá na místě staršího románského kostela z 10. století, který byl rovněž přestavěn goticky ve 14. století a naposle barokně. Pozůstatky románského kostela vystavěného ve stylu otonské románské renesance byly nalezeny v severovýchodní části nynějšího kostela.
- přírodní památka Sládkova stráň nedaleko obce

## Doprava
Dopravní síť
- Pozemní komunikace – Obcí prochází silnice III. třídy. Ve vzdálenosti 1,5 km vede silnice II/329 Poděbrady - Pečky - Plaňany.

- Železnice – Stanice na území obce není. Okrajem katastrálního území obce vede trať 011 Praha - Český Brod - Pečky - Kolín. Nejbližší železniční stanicí jsou Pečky ve vzdálenosti 1,5 km ležící na trati 011 z Prahy do Kolína, z níž odbočuje trať 012 vedoucí z Peček do Kouřimi.

Veřejná doprava 2011
- Autobusová doprava – V obci měly zastávky příměstské autobusové linky Kolín-Nová Ves I-Chotutice (v pracovních dnech 3 spoje) a Poděbrady-Cerhenice-Pečky (v pracovních dnech 3 spoje) (dopravce Okresní autobusová doprava Kolín, s. r. o.). O víkendu byla obec bez dopravní obsluhy.